# Lin
Lin bzw. Lín ist ein männlicher und weiblicher Vorname und Familienname.

## Herkunft und Bedeutung
Der Name ist chinesisch (chin. Zeichen: 林) und heißt übersetzt Wald. Er ist in der Häufigkeit der Chinesischen Familiennamen an 9. Stelle. 
Der Name tritt als Familienname auf und wird sowohl an männliche als auch weibliche Menschen vergeben.

## Namensträger

### Familienname
- Agatha Lin (1817–1858), chinesische Missionarin
- An Lin (Carina Regauer; * 1984), deutsche Autorin, siehe C. R. Scott
- Anastasia Lin (* 1990), chinesisch-kanadische Schauspielerin und Menschenrechtsaktivistin
- Ariel Lin (* 1982), taiwanische Schauspielerin und Sängerin
- Bosco Lin Chi-nan (* 1943), taiwanischer Priester, Bischof von Tainan
- Brigitte Lin (* 1954), taiwanische Schauspielerin
- Celina Lin (* 1982), chinesische Pokerspielerin
- Chia-Chiao Lin (1916–2013), chinesisch-US-amerikanischer Physiker und Angewandter Mathematiker
- Chii-Dong Lin (* 1946), taiwanisch-amerikanischer Physiker
- Chin-Chao Lin (* 1987), taiwanischer Dirigent
- Cho-Liang Lin (* 1960), US-amerikanischer Violinist
- Edgar Lin (* 1938), taiwanischer Biologe, Umweltschützer, Diplomat und Politiker
- Eric Lin (Tennisspieler) (* 1975), US-amerikanischer Tennisspieler
- Eric Lin (Kameramann), US-amerikanischer Kameramann und Regisseur
- Fang-Hua Lin (* 1959), chinesisch-US-amerikanischer Mathematiker
- Gui Lin (* 1993), brasilianische Tischtennisspielerin
- Hein Zeyar Lin (* 2000), myanmarischer Fußballspieler
- Jack Mingjie Lin (* 1999), kanadischer Tennisspieler
- James Lin Xili (1918–2009), chinesischer römisch-katholischer Bischof von Wenzhou
- Jenny Lin (* 1973), US-amerikanische Pianistin
- Jeremy Lin (* 1988), US-amerikanischer Basketballspieler
- Jimmy Lin (* 1974), taiwanischer Sänger, Schauspieler und Rennfahrer
- Lin Jui-yu (* 2004), taiwanischer Eishockeyspieler
- Julia Chang Lin (1928–2013), US-amerikanische Literaturwissenschaftlerin
- Justin Lin (* 1973), US-amerikanischer Regisseur taiwanesischer Abstammung
- Justin Yifu Lin (* 1952), chinesischer Wirtschaftswissenschaftler
- Kelly Lin (* 1975), chinesische Schauspielerin und Model
- Kyi Lin (* 1992), burmesischer Fußballspieler
- Linda Lin Dai (1934–1964), chinesische Schauspielerin
- Ludi Lin (* 1987), chinesisch-kanadischer Schauspieler
- Mai Lin (* 1953), US-amerikanische Pornodarstellerin
- Maya Ying Lin (* 1959), US-amerikanische Künstlerin und Architektin
- Mei Hong Lin (* 1959), taiwanische Choreografin
- Nan Lin (* 1938), US-amerikanischer Soziologe
- Patrick Lin, Hongkonger Kameramann und Layouter
- Paul T.K. Lin (1920–2004), kanadisch-chinesischer Politikwissenschaftler und Friedensaktivist sowie Produzent
- Ren Lin, US-amerikanischer Pokerspieler
- Richard Lin (1933–2011), britischer Maler und Bildhauer
- Ruby Lin (* 1976), taiwanische Schauspielerin und Popsängerin
- Sarena Lin (* 1971), taiwan-chinesische Managerin
- Selena Lin (* 1979), taiwanische Comic-Künstlerin
- Sun Lin (231–258), Regent der Wu-Dynastie unter den Kaisern Sun Liang und Sun Xiu
- Susanne Lin-Klitzing (* 1963), deutsche Erziehungswissenschaftlerin
- Tao Lin (* 1983), US-amerikanischer Schriftsteller, Poet und Künstler
- Tung-Hua Lin (1911–2007), chinesisch-US-amerikanischer Ingenieur
- Tung-Yen Lin (1912–2003), chinesisch-US-amerikanischer Ingenieur
- Weiping Lin (* 1973), taiwanesische Geigerin
- William Wei-Liang Lin (* 1989), taiwanischer Diabolo-Artist
- Yu Kweng Lin (* 1923), US-amerikanischer Ingenieur (meist Y. K. Lin zitiert)
- Lin Bao (Gelehrter) (林寶/林宝), chinesischer Gelehrter und Autor
- Lin Bao (Sängerin) (* 1980), chinesische Sängerin
- Lin Biao (1907–1971), chinesischer Politiker
- Lin Bing Chao (* 1973), taiwanischer Tennisspieler
- Lin Bosheng (1902–1946), chinesischer Politiker und Journalist
- Lin Chao-chun (* 1972), taiwanische Fußballspielerin
- Lin Chen-hao (* 1997), taiwanische Judoka
- Lin Chi-liang (* 1959), taiwanischer Skirennläufer
- Lin Chi Yuan (* ?), taiwanischer Tennisspieler
- Lin Chia-hsing (* 1999), taiwanischer Weitspringer
- Lin Chia-hsuan (* 1991), taiwanischer Badmintonspieler
- Lin Chia-lung (* 1964), taiwanischer Politiker
- Lin Chia-ying (* 1982), taiwanische Kugelstoßerin
- Lin Chia-yu (* 1993), taiwanischer Badmintonspieler
- Lin Chuan (* 1951), Premierminister Taiwans
- Lin Chung-wei (* 2004), taiwanischer Hürdenläufer
- Lin Dan (* 1983), chinesischer Badmintonspieler
- Lin Den Wen (* 1952), taiwanischer Tennisspieler
- Lin Di (* 1968), chinesischer Tennisspieler
- Lin Fang-an (* 2005), taiwanische Tennisspielerin
- Lin Feng († 1575), chinesischer Warlord
- Lin Fengmian (1900–1991), chinesischer Maler
- Lin Fu-Kuen (* 1941), taiwanischer Genetiker
- Lin Gaoyuan (* 1995), chinesischer Tischtennisspieler
- Lin Gengxin (* 1988), chinesischer Schauspieler
- Lin Guanghao (* 1959), chinesischer Skilangläufer
- Lin Guipu (* 1997), chinesischer Badmintonspieler
- Lin Hui-fang (* 1973), taiwanische Fußballspielerin
- Lin Huijun (* 1993), chinesische Sprinterin
- Lin Huiqing (* 1941), chinesische Tischtennisspielerin
- Lin Huiyang (* 1998), chinesische Skeletonpilotin
- Lin Huiyin (1904–1955), chinesische Architektin und Schriftstellerin
- Lin Hun-gwen (* 2000), taiwanische Handball- und Beachhandballspielerin
- Lin Hung-hsuan (1942–2015), taiwanischer Geistlicher und Bürgerrechtler
- Lin Hung-ju (* 1990), taiwanischer Eishockeyspieler
- Lin Hung-min (* 1990), taiwanischer Weitspringer
- Lin Hwai-min (* 1947), taiwanischer Tänzer, Choreograph und Schriftsteller
- Lin Jiancheng (* 1939), chinesischer Badmintonspieler
- Lin Jiangli (* 1958), chinesischer Badmintonspieler
- Lin Junhong (* 1990), chinesische Bahnradsportlerin
- Lin Lanying (1918–2003), chinesische Physikerin
- Lin Li (Schwimmerin) (* 1970), chinesische Schwimmerin
- Lin Li (Turnerin) (* 1986), chinesische Turnerin
- Lin Li (Volleyballspielerin) (* 1992), chinesische Volleyballspielerin
- Lin Liangming (* 1997), chinesischer Fußballspieler
- Lin Liwen (* 1969), chinesischer Badmintonspieler
- Lin Liyun (* 1933), chinesische Politikerin (Volksrepublik China)
- Lin Mei-chun (* 1974), taiwanische Fußballspielerin
- Lin Mei-jih (* 1972), taiwanische Fußballspielerin
- Lin Meimei (* 1997), chinesische Beachvolleyballspielerin
- Lin Ming Fu (* 2004), hongkong-chinesischer Weitspringer
- Lin Na (* 1980), chinesische Mittelstreckenläuferin
- Lin Peng (* 1986), chinesische Schauspielerin und Sängerin
- Lin Pin-chun (* 2002), taiwanische Handball- und Beachhandballspielerin
- Lin Po-hsun (* 2004), taiwanischer Sprinter
- Lin Qingfeng (* 1989), chinesischer Gewichtheber und Olympiasieger
- Lin Qisheng (* 1971), chinesischer Gewichtheber
- Lin Sang (* 1977), chinesische Bogenschützin
- Lin Sen (1868–1943), chinesischer Politiker
- Lin Shidong (* 2005), chinesischer Tischtennisspieler
- Lin Shih-chia (* 1993), taiwanische Bogenschützin
- Lin Shinchuan (* um 1955), chinesischer Badmintonspieler
- Lin Show Yu (* 1933), britischer Maler, siehe Richard Lin
- Lin Shu-fen (* 1973), taiwanische Politikerin
- Lin Shusen (* 1946), chinesischer Politiker
- Lin Shuyan (1903–1974), chinesischer Fischkundler
- Lin Sin-rong (* 1998), taiwanische Rennrodlerin
- Lin Tien-jen (* im 20. Jahrhundert), Badmintonspieler aus Chinesisch Taipeh
- Lin Tzu-chi (* 1988), taiwanische Gewichtheberin
- Lin Wei-hsiang (* 1976), taiwanischer Badmintonspieler
- Lin Weining (* 1979), chinesische Gewichtheberin
- Lin Woon Fui (* 1983), malaysischer Badmintonspieler
- Lin Xiangqian (* 1987), chinesischer Leichtathlet
- Lin Xiaojun (* 1996), südkoreanischer Shorttracker
- Lin Xin († 1220 v. Chr.), chinesischer König
- Lin Yanfen (* 1970), chinesische Badmintonspielerin
- Lin Yang (Komponist), Komponist
- Lin Yang (Leichtathlet) (* 1991), chinesischer Sprinter
- Lin Yang-kang (1927–2013), taiwanischer Politiker
- Lin Yao Ji (1937–2009), chinesischer Geiger und Hochschullehrer
- Lin Yen-jui (* ~1990), taiwanischer Badmintonspieler
- Lin Yi-chun (Sportschützin) (* 1981), taiwanische Sportschützin
- Lin Yi-chun (Leichtathletin) (* 1986), taiwanische Sprinterin
- Lin Yi-hsiung (* 1941), taiwanischer Politiker und Bürgerrechtler
- Lin Yilin (* 1964), chinesischer Künstler
- Lin Ying (* 1963), chinesische Badmintonspielerin
- Lin Yinghai (1932–2014), chinesischer Politiker
- Lin Yixiong (* 1960), chinesischer Badmintonspieler
- Lin Yo-chen (* 2004), chinesischer Eishockeyspieler
- Lin Yu Chun (* 1986), taiwanischer Sänger
- Lin Yu-hsien (* 1991), taiwanischer Badmintonspieler
- Lin Yu-lang (* 1985), taiwanischer Badmintonspieler
- Lin Yu-tang (* 2000), taiwanischer Weitspringer
- Lin Yu-ting (* 1995), taiwanische Boxerin
- Lin Yu Ya (* um 1950), chinesische Badmintonspielerin
- Lin Yue (Wasserspringer) (* 1991), chinesischer Wasserspringer
- Lin Yue (Shorttrackerin) (* 1994), chinesische Shorttrackerin
- Lin Yun-ju (* 2001), taiwanischer Tischtennisspieler
- Lin Yung Yan (* ?), taiwanischer Tennisspieler
- Lin Yutang (1895–1976), chinesischer Schriftsteller
- Lin Yuwei (* 1999), chinesische Hürdenläuferin
- Lin Zexu (1785–1850), chinesischer Beamter
- Lin Zhao (1932–1968), chinesische Dissidentin (Volksrepublik China)